# Петровский Ям
Петро́вский Ям — упразднённый населённый пункт в Сегежском районе Карелии.

## Общие сведения
Расположен на правом берегу реки Выг, при впадении в Выгозеро, в 57 км от посёлка Повенец.

## История
Основан в 1879 году на месте бывшей армейской стоянки на Осударевой дороге. С 1 января 1882 г. стал центром Петровско-Ямской волости.
После открытия Беломоро-Балтийского канала уровень воды в реке Выг поднялся на 6 метров, и армейская стоянка Петровский Ям ушла под воду. Рядом на берегу был образован одноимённый посёлок сплавщиков леса Белбалтлага.
Во время Советско-финской войны (1941—1944) в посёлке размещался военно-полевой госпиталь № 2212, который был сожжён группой финских диверсантов. Потери советской стороны составили 85 человек, из которых почти две трети составляли некомбатанты (медперсонал и раненые) и гражданское население посёлка. В то же время, уничтожение базы в Петровском Яме считается одной из успешных операций финской военной дальней разведки, а командир финского диверсионного отряда Илмари Хонканен не был привлечен к ответственности за убийство раненых и медперсонала, остался жить и работать в Финляндии.
В послевоенные годы посёлок был заброшен как «неперспективный». По состоянию на 2013 год, Петровский Ям — это заброшенная деревня с разрушенными постройками и сваями причала. На месте советского госпиталя российскими общественными активистами установлены памятные знаки погибшим от рук финских диверсантов, кроме того установлен деревянный крест в память о финских солдатах-диверсантах, погибших 12 февраля 1942 года.

### Армейская стоянка
В 1702 году в этом месте была проложена Осударева дорога. Во время Великой Северной войны 22—23 августа 1702 года русские войска, предположительно, в составе пяти батальонов Преображенского и Семёновского полков организовали переправу через реку Выг, а затем остановились на ночлег на правом берегу реки.
По сохранившимся преданиям, в Петровском Яме для государя, генералитета и бояр ставили «зимушки», а гвардейцы и работный люд размещались на «лавасах».
В 1873 году в Петровский Ям приезжал исследователь, действительный член Русского географического общества, В. Н. Майнов, записавший рассказы старожилов об экспедиции Петрова войска в книге «Поездка в Обонежье и Корелу».

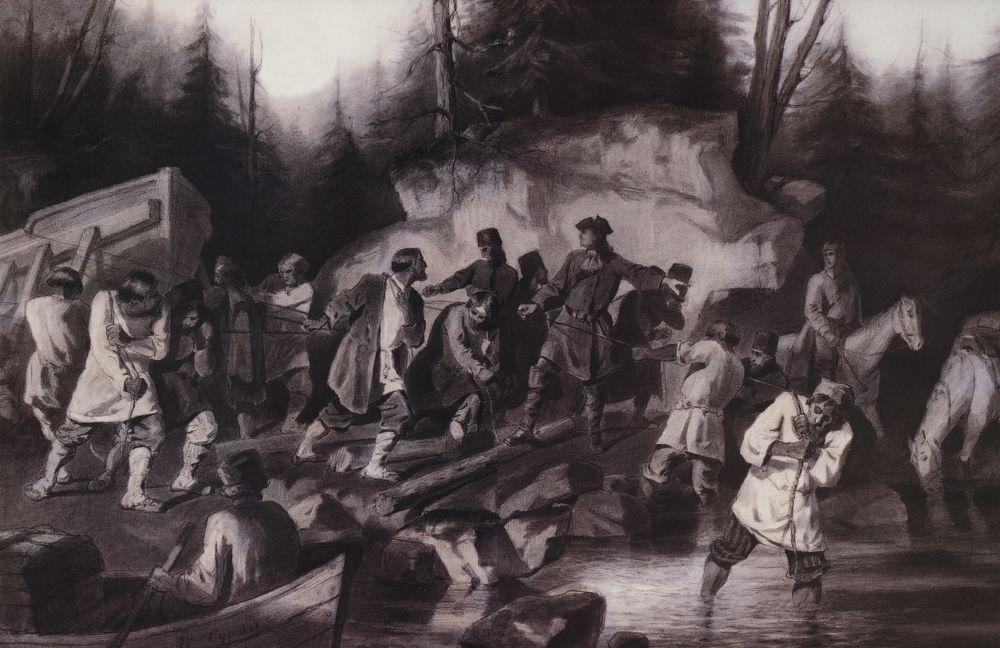
Пётр Великий перетаскивает суда из Онежского залива в Онежское озеро для завоевания крепости Нотебург у шведов

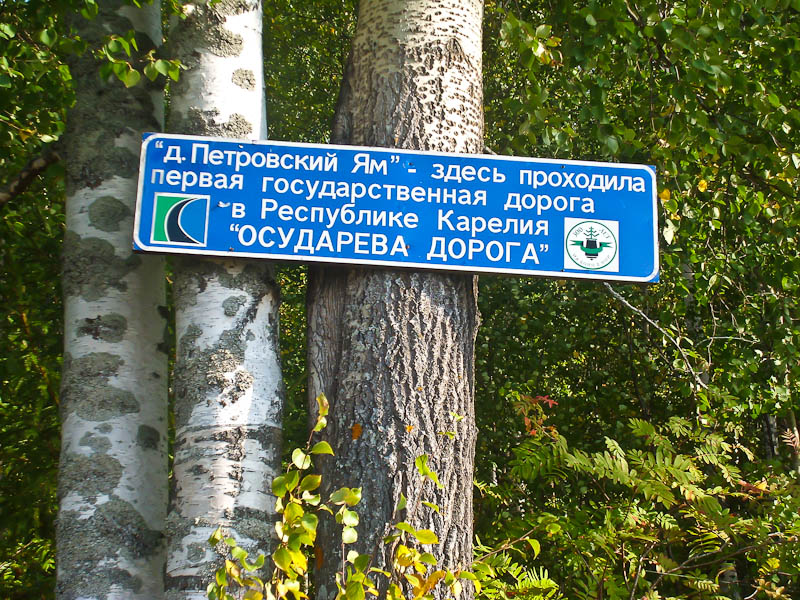
Современная табличка «Осударева дорога» в Петровском Яме

### Посёлок
С 1876 по 1879 год в этих местах велось строительство Повенецко-Сумской почтовой дороги. В одном из номеров газеты «Олонецкие губернские ведомости» за 1879 год упоминалось о том, что эта дорога пересекает реку Верхний Выг в 68 верстах от города Повенца — в том самом месте, где сохранилась широкая просека так называемой «Государевой» или «Царской» дороги, проложенной императором Петром Великим в 1702 году, а также сведения о том, что с проведением новой дороги здесь было решено открыть почтовую станцию и основать поселение, переселив сюда несколько крестьянских семейств из ближайших деревень.
Так был основан посёлок в урочище Ям, с одноимённым названием. 5 октября 1879 года на сельском сходе крестьяне единодушно постановили ходатайствовать перед высшим Правительством о присвоении новому посёлку имени Петровский Ям. Название посёлка происходит от слова «ям»: ямскими стоянками называлось то, что в XVIII в. получило название почтовых станций. Была образована Петровско-Ямская волость. Поскольку посёлок был непосредственно связан с историей великого предка, то он стал пользоваться покровительством императорской семьи. В ходе инспекторской поездки по северу России Петровский Ям посетил Великий князь Владимир Александрович, командующий Гвардией и Петербургского военного округа.
В 1882 году в селении открыта часовня во имя апостола Петра, построенная по проекту архитектора И. В. Штрома. Проект часовни был лично утверждён императором 10 августа 1879 года, а в его финансировании приняли участие представители Российского императорского дома Великие князья Сергей и Павел Александровичи, Константин и Дмитрий Константиновичи. На восточной стороне храма в фундаменте была заложена мраморная доска с надписью: «Лета 1880 мая в 30 день, в царствование императора Петра Великого, имевшего здесь отдых во время похода 1702 года, положено основание сему молитвенному храму, воздвигаемому по высочайше одобренному проекту.» В 1902 году, к двухсотлетию исторического похода Петра I, часовня была преобразована в церковь.
На начало XX века, в деревне было всего 5 домов и 32 жителя. 3 декабря 1911 года на очередном сходе крестьян Ямской волости было решено почтить память Петра Великого и к 300-летию дома Романовых соорудить памятник-колонну взамен бывшего здесь ранее деревянного придорожного креста. Однако на этот раз инициативу крестьян не поддержали более именитые спонсоры, и народных денег хватило только на скромный деревянный обелиск, обитый листовым железом. Но даже этому проекту не суждено было реализоваться из-за бюрократических проволочек: губернский инженер строительного отделения пересмотрел проект из-за использования в нём «неподобающих материалов» (дерева) и только спустя три года, 5 марта 1914 года, утвердил четырёхгранный обелиск из тёсанного камня на каменном же цоколе. Вскоре началась Первая мировая война, а затем революция, которые резко поменяли приоритеты по установке памятников.
По переписи 1926 года, в селении находилось 10 хозяйств и 48 жителей, а в 1933 году — 43 жителя.
27 августа 1927 года по постановлению ВЦИК волостное, уездное административное деление в Карелии было упразднено. Петровско-Ямская волость перешла в состав Сегежского района.
После открытия Беломоро-Балтийского канала уровень воды в реке Выг поднялся на 6 метров, и армейская стоянка Петровский Ям ушла под воду. Рядом на берегу Выга был образован одноимённый посёлок сплавщиков леса Белбалтлага.

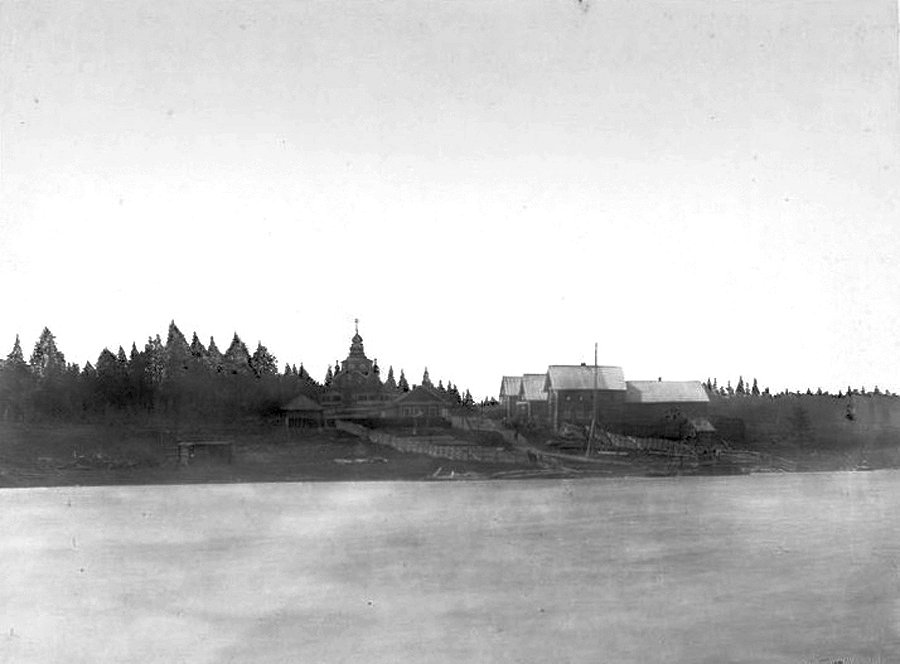
Вид на деревню Петровский Ям (фото 1900 года).
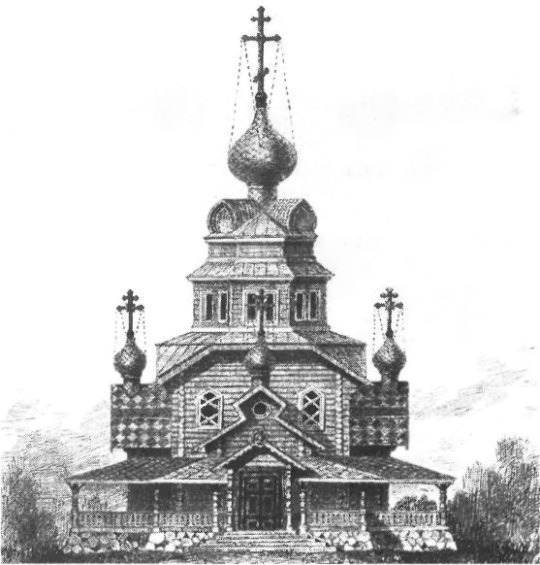
Часовня апостола Петра в Петровском Яме. Рублёная крещатая часовня «восьмерик на четверике», высота около 16 м (изображение 1903 года)

### В годы Великой Отечественной войны (1941—1945)
Во время Великой Отечественной войны после завершения Медвежьегорской наступательной операции РККА здесь располагался армейский обменный пункт (АОП) армейской базы Медвежьегорской оперативной группы (с 10 марта 1942 года — 32-я армия). На АОП в Петровском Яме располагались отделения ряда военных складов:
- полевого интендантского склада № 383;
- полевого армейского склада ГСМ № 1196;
- полевого армейского артиллерийского склада № 1434;
- полевого военно-технического склада № 1892.

Кроме того, на территории трудпосёлка № 12 Беломорско-Балтийского комбината (ББК) и сангородка ББК размещался военно-полевой госпиталь № 2212 (начальник госпиталя — военврач 2-го ранга Б. М. Стриньковский) на 200 койко-мест. Как правило, в госпитале старались не держать больше сотни человек одновременно, перебрасывали раненых в тыл в Сегежу. Самая большая загрузка госпиталя пришлась на 9 и 11 января, когда из-за снежных заносов трассы Петровский Ям — Сегежа в госпитале находилось 738 и 730 человек, соответственно. По состоянию на вечер 11 февраля 1942 года на излечении находилось 73 раненых советских бойца.
12 февраля 1942 года диверсанты из отдельного разведывательно-диверсионного батальона дальней разведки совершили нападение на советский госпиталь в Петровском Яме. Группу из 100 человек возглавлял лейтенант Илмари Хонканен.
Советская версия событий:

История связана с финским подразделением, действовавшим во время войны не только на территории Карелии, но и в соседних областях России. Речь идет о деятельности отдельного разведывательно-диверсионного батальона дальней разведки при главной квартире (штабе) финской армии… Головорезы именно из этого батальона совершили нападение на советский военный госпиталь № 2212, что было запрещено международными конвенциями. В ночь с 11 на 12 февраля 1942 года финский отряд на лыжах подобрался к госпиталю, когда его медперсонал и раненые, ничего не подозревая, спали. Несмотря на флаг медицинского учреждения, — белый с красным крестом, — финны подожгли все автомашины, складские помещения, а палаты с людьми забросали гранатами. Раненые в одном нижнем белье пытались выбраться из горящего здания, но их тут же расстреливали.
Диверсанты не пощадили и медицинский персонал. На месте были убиты санитары, медсестры, военврач Гиндин. Из медперсонала уничтожено около 30 человек, пятеро ранены… Газеты опубликовали материалы о зверствах финских диверсантов над беззащитными ранеными. Весь Карельский фронт негодовал тогда по поводу действий врага.
А финское командование за эту операцию отметило лейтенанта И. Хонканена, командира диверсантов, крестом Свободы 4-го класса. Такую же награду получил и сержант Суло Охтонен — как один из лучших, расстрелявший более десяти советских раненых.

По финским данным в результате 2-часового боя было уничтожено 500 советских солдат, 300 лошадей, 90 автомашин, взорваны склады с боеприпасами, продовольствием и обмундированием, топливные цистерны, полностью уничтожено 60 построек. По данным российского исследователя Петра Репникова, со ссылкой на донесение начальника гарнизона и санитарной службы, потери советской стороны составили 85 человек, из которых красноармейцев, имевших оружие — 33 человек, 28 человек — медперсонал, 9 человек — раненые, находившиеся в госпитале на излечении, и ещё 15 человек — гражданское население. В частности, среди погибших красноармейцев в госпитале № 2212 был родственник М. Ю. Лермонтова — красноармеец Михаил Владимирович Лермонтов.
Останки погибших были перевезены в братскую могилу в Сегеже.
Потери финской разведывательно-диверсионной группы составили 5 человек погибшими, 6 раненых и ещё трое получили незначительные травмы. 27 февраля 1942 года за успешно проведённую операцию лейтенант Илмари Хонканен был награждён Крестом Маннергейма № 50. Уничтожение базы в Петровском яме считается одной из успешных операций финской военной дальней разведки.
По оценке П. Репникова, с 12 февраля 1942 года отношение к финским военным, раненым и гражданскому населению со стороны советских партизан и частей РККА изменилось в худшую сторону: «Жестокость порождает ответную жестокость. На наш взгляд, Илмари Хонканен своими необдуманными действиями при планировании и организации нападения на гарнизон Петровского Яма, приведшими к уничтожению госпиталя и гибели гражданского населения поселка, породил ответные действия советской стороны». Командир диверсионного отряда Илмари Хонканен не был привлечен к ответственности за убийство раненых и медперсонала, остался жить и работать в Финляндии.

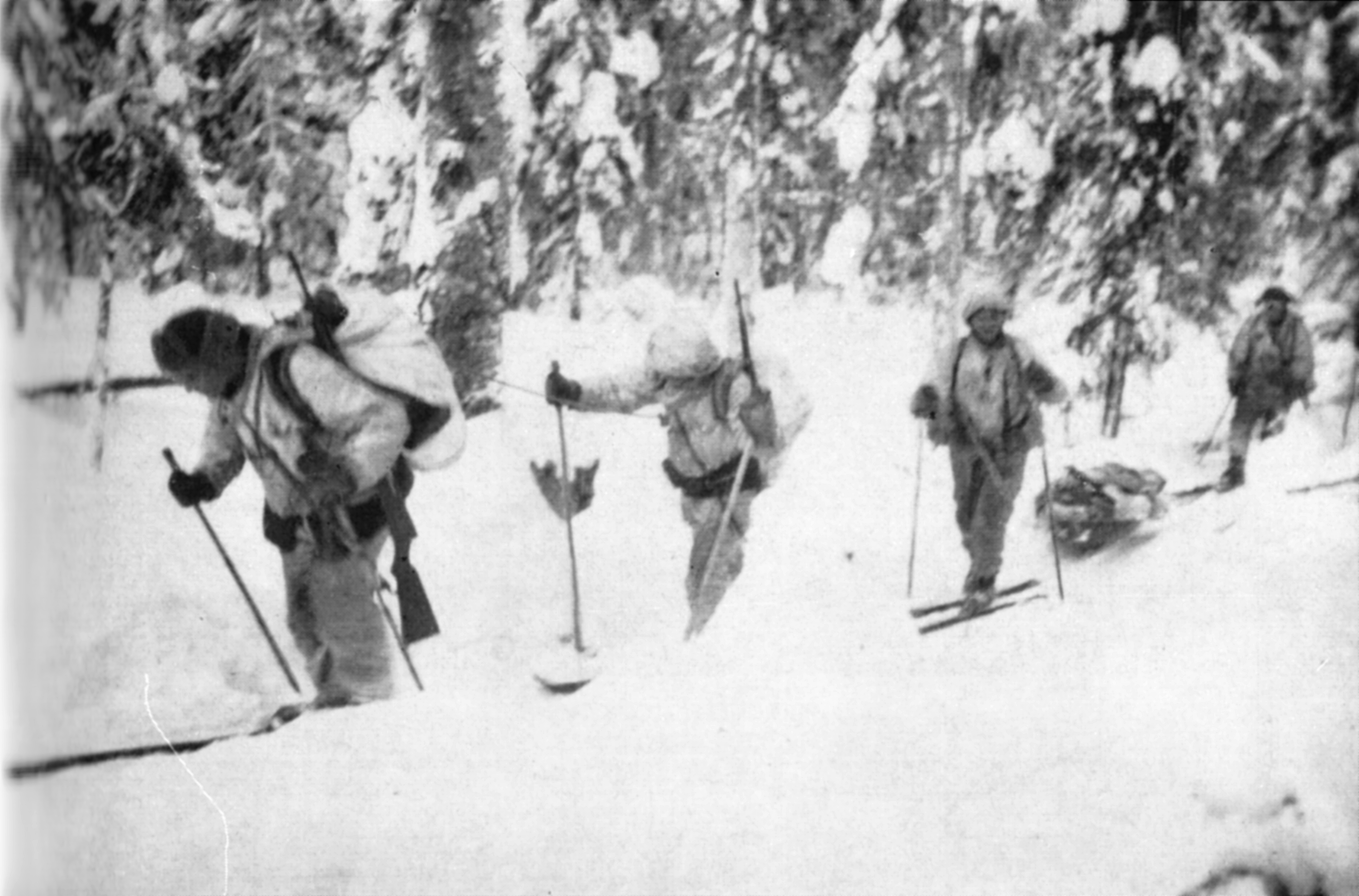
Финские лыжники-разведчики на задании во время Великой Отечественной войны
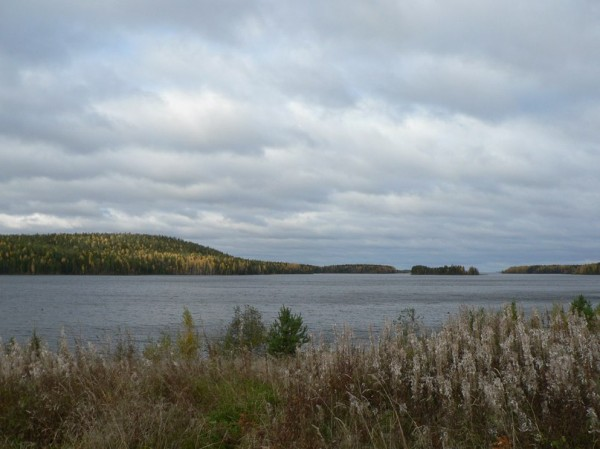
Вид на холм Хижгора, на обратном склоне которого 11 февраля 1942 года располагался лагерь финского диверсионного отряда, атаковавшего госпиталь в посёлке Петровский Ям
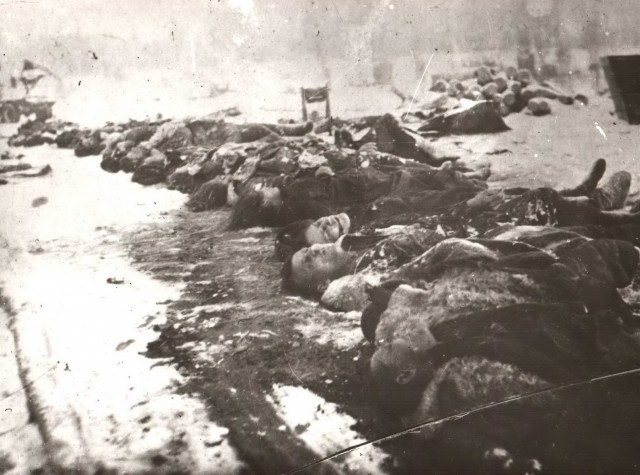
Медперсонал госпиталя ППГ 2212, врачи, медсестры, санитары расстрелянные финскими диверсантами из сводного отряда Хонканена
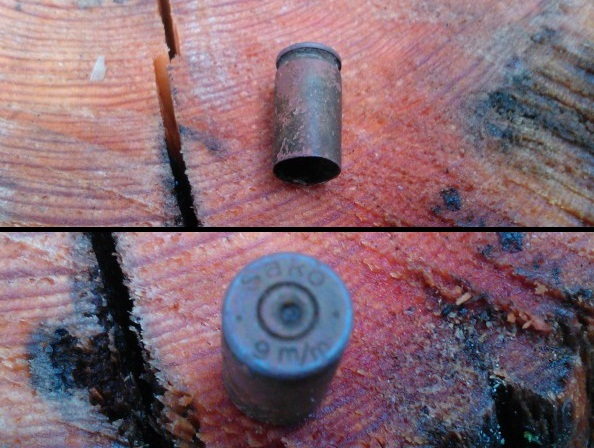
Стреляная гильза от пистолета-пулемёта Suomi, найденная на месте госпиталя ППГ 2212

### Послевоенные годы
До 1978 года Петровский Ям был крупным посёлком сплавщиков. В Петровском Яме размещался грузовой причал, где загружались суда-лесовозы. Из Сегежи в посёлок ходил рейсовый теплоход. В 1978 году сплав по Верхнему Выгу был закрыт, а жители посёлка перебрались в посёлок Валдай. В 1979 году в посёлке ещё проживало около 50 семей, а в 1980 году — трое жителей.
На 1 октября 1982 года селение, как и другие «неперспективные» населённые пункты республики, уже не значилось в справочнике административного деления КАССР.

### Современное состояние
По состоянию на 2014 год, Петровский Ям — это нежилая деревня с разрушенными до основания постройками и сваями причала. Указанный на некоторых картах мост через Выг также не существует.

## Население
| 1879            | 1910 | 1926 | 1933 | 1979           | 1980 | 1982 |
| --------------- | ---- | ---- | ---- | -------------- | ---- | ---- |
| несколько семей | 32   | 48   | 43   | около 50 семей | 3    | 0    |

|  |

## Достопримечательности
- Памятный знак на месте советского госпиталя — пирамидка с красной звездой на вершине (установлена в 2008 году). В 2012 году установлена гранитная мемориальная доска с фамилиями погибших.
- Деревянный крест в память о финских солдатах-диверсантах, погибших 12 февраля 1942 года, с надписью:

Разведывательная группа Илмари Хонканена
- Юсси Косола
- Матти Хейман
- Вильё Халме
- Лаури Хинтсанен
- Каарло Коскинен

Пали в бою в «Петровском Яме» 

12.2.1942

Установлен 30 мая 2003 года.
- 15 февраля 2014 года открыт памятник медикам и раненым полевого госпиталя № 2212, погибшим от рук финских диверсантов. Медицинский крест, языки пламени и капли, символизирующие слёзы погибших, выполнены из стали. Автор памятника — сегежский дизайнер Илья Калинин. Памятник поставлен на народные средства (170 тыс. рублей пожертвований)[19][20].

Стела и мемориальная доска со списком погибших советских солдат и мирных жителей в Петровском Яме. Установлены в 2008 и 2011 годах, соответственно
Проект памятника погибшим медикам в Петровском Яме (от фонда «Память Выговского края»)
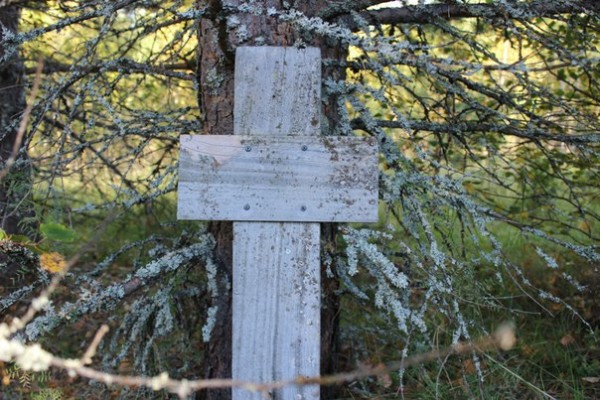
Крест в память о финских солдатах-диверсантах, установленный 30 мая 2003 года активистами финской организации «ПРО-Карелия»

### Сноски
1. ↑  Зимушки — небольшие домики с земляными крышами.
2. ↑  Лавас — один из способов отдыха и охоты на Русском Севере. На высоте 2,5 метров на четырёх растущих рядом деревьях устанавливается помост из крупных веток. Под ним на земле, с подветренной стороны, разжигается костёр, создающий своеобразную тепловую блокаду снизу. Забравшиеся на лавас могли спокойно сушить одежду, отдыхать, не боясь хищников и змей.
3. ↑  Ушедшая под воду деревня находится в трёх километрах к северо-западу от одноимённого заброшенного посёлка. По книге: Марк Пуссе. Глава 3. Полузабытая сторонушка // Следы «осударевой» дороги. — Северодвинск, 1991. — 118 с. — (ББК 26.8).
4. ↑  Гиндин, Макс Владимирович — военврач 3 ранга 32-й армии согласно записи Список потерь начальствующего и именного состава ППГ № 2212 от 18 мая 1942 года в электронном банке документов ОБД «Мемориал»
, начальник терапевтического отделения.
5. ↑  В начале 1942 года семья М. В. Лермонтова получила извещение от начальника 445-го полевого ветеринарного лазарета, военврача второго ранга, Шевченко следующего содержания: «…Ваш сын, красноармеец Михаил Владимирович Лермонтов, уроженец села Снитовка, Летического района, Каменец-Подольской области, в бою за социалистическую Родину, верный военной присяги, проявив мужество и геройство, был сожжен бандой фашистов 12 февраля 1942 года». По книге Михаленко А. П. Глава 4. Высочайший смотр - Первая мировая война - Братья Панаевы - Лермонтовы -  На службе отечеству - Гражданская война - В изгнании... // И жили дружною семьею солдат, корнет и генерал: Страницы полковой летописи Ахтырского гусарского полка. — Рейттаръ. — 96 с. — 1000 экз. — ISBN 5-8067-0045-3. Архивировано 19 декабря 2007 года.

### Видео
- Петровский Ям: тёмной февральской ночью. Телеканал Yle-2 (2013). Дата обращения: 5 февраля 2013. Архивировано 12 февраля 2013 года.
- Пучков Д. Ю.. Петровский Ям. Запланированная трагедия (17 декабря 2012). — Видео-презентация одноимённой книги. Дата обращения: 27 декабря 2013. Архивировано 19 декабря 2013 года.
- Что имеем — не храним: Диверсионный финский отряд (17.05). Канал «Ника-Медиа» (17 мая 2012). — Передача, посвящённая событиям, произошедшим в деревне Петровский Ям в Республике Карелия в феврале 1942 года. Дата обращения: 27 декабря 2013. Архивировано из оригинала 29 декабря 2013 года.